# PinkNews
PinkNews est un site web d'informations établi au Royaume-Uni et destiné aux lesbiennes, gays, bisexuels et transgenres. Il couvre les champs de la politique, de la religion, de la culture, de la finance et des nouvelles communautaires pour le Royaume-Uni et le monde entier. Fin 2016, le site SimilarWeb le classe comme deuxième site LGBT le plus visité du monde, après le site de rencontres FabGuys.com et avant celui de The Advocate. Pink News se déclare apolitique et respectueux de la liberté de religion.

## Historique
Le site est mis en ligne en août 2005.
En décembre 2005, il publie un article signé du premier ministre Tony Blair.
En mai 2010, le premier ministre Gordon Brown répond à un entretien avec Pink News dans lequel il déclare qu'il ne soutiendra pas les droits LGBT.
En juin 2011, le premier ministre David Cameron écrit un article pour soutenir la lutte contre l'homophobie dans le sport. 
En 2015, le site organise la remise de ses prix au bureau des Affaires étrangères et du Commonwealth.
En octobre 2016, Pink News remet à David Cameron le prix de l'allié de l'année pour son soutien à la légalisation du mariage homosexuel. La personnalité politique écossaise Kezia Dugdale accepte d'être membre de l'année à la remise des prix du site.